# Château du Fey
 (septembre 2022).
Pour les articles homonymes, voir Fey.
Le château du Feÿ (ou Fey) situé à Villecien, en France, est un château du XVIIe siècle, qui bénéficie d’un statut protégé au titre de monument historique.

## Présentation
Le château est situé dans le département français de l'Yonne, sur la commune de Villecien. L'édifice est inscrit au titre des monuments historiques en 1973.

### Description du château
Le château du Feÿ étale ses façades sur le sommet de la colline de Villecien, face à la vallée de l’Yonne.
Le château, au bout d'une longue allée traversant la forêt environnante, jouxte d'anciennes granges reconverties en habitation. Le plan de 1751, que les seigneurs de Baugy firent porte toujours la trace des granges, des pressoirs et des cuisines qui composaient une partie du château. Au XXe siècle déjà, le château était devenu en grande partie résidentiel.

## Histoire

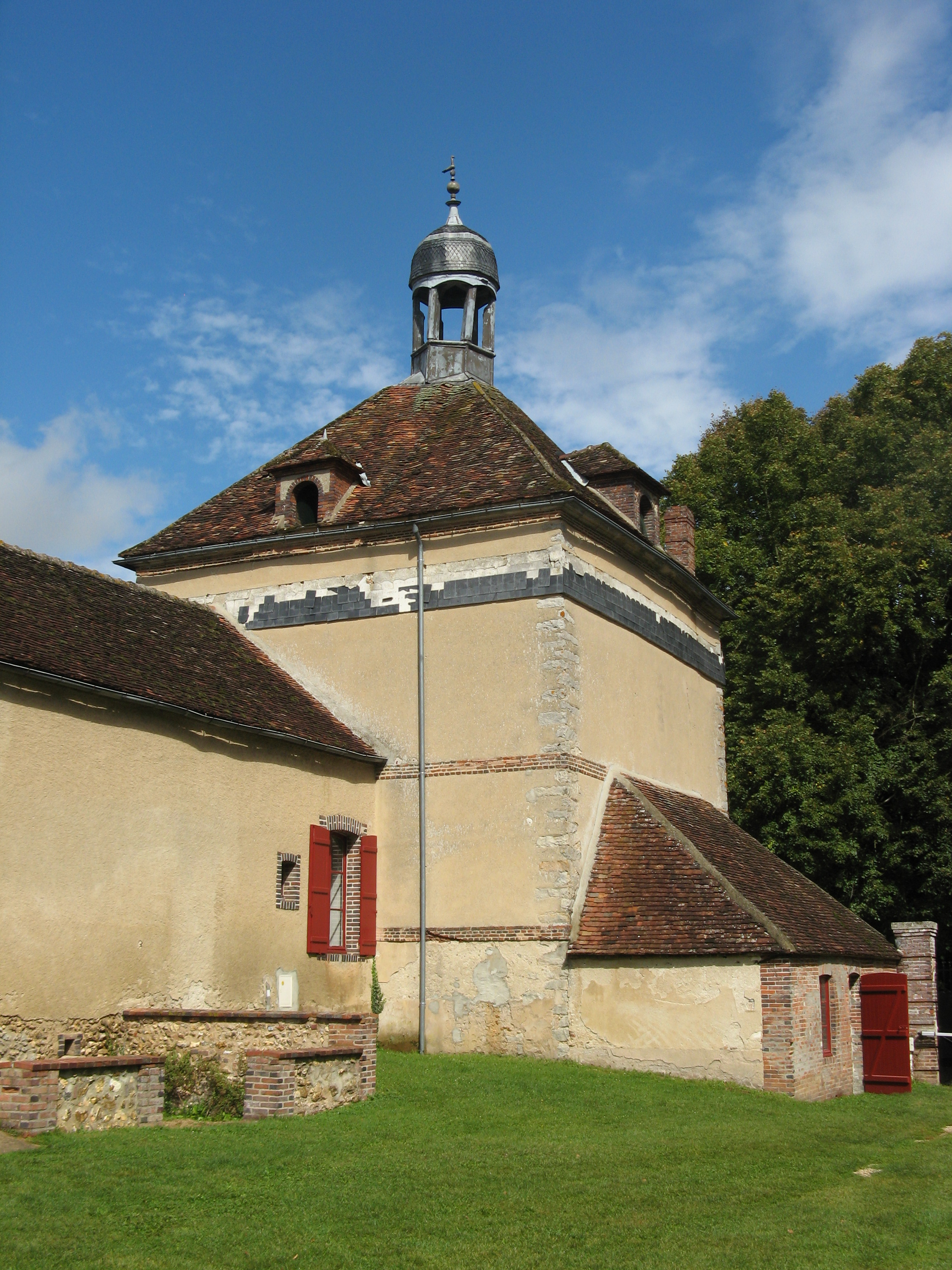
Pigeonnier

C’est au XVIe siècle qu’un premier château est construit par Nicolas Hennequin, premier seigneur du Feÿ, sur le plateau dominant la vallée de l‘Yonne. Sous Louis XIII, un second château est bâti à partir de 1620 par Nicolas de Baugy, conseiller du roi, qui conserva une partie de l’ancien château.
Saint Vincent de Paul eut des liens très étroits avec la paroisse de Villecien où il prêcha à de nombreuses reprises. Il fréquenta également le château du Feÿ car il entretint des liens d’amitiés avec Isabelle du Feÿ qui administrait le domaine et était bienfaitrices. Elle subvenait aux besoins des «missions» .[réf. nécessaire]
Une ancienne tradition veut que le chancelier d’Aguesseau et Ninon de Lenclos, aient été plusieurs fois les hôtes des seigneurs du Feÿ. Pour rappeler les séjours de ces personnages célèbres à leur manière, leurs portraits furent placés dans les boiseries de la bibliothèque.[réf. nécessaire]
Dès son arrivée au Feÿ, il entreprend des travaux d’aménagement, estimant que les constructions du temps de Louis XIII étaient trop austères et inconfortables. Les salles de réception sont agrémentées de décors de boiseries. De longues allées sont tracées à travers la forêt. Des pressoirs à raisin et à huile sont construits.
En 1823, le baron Marie Jean-François Meynard de la Farge, contre-amiral des armées navales, acquiert la terre du Feÿ. 
Françoise de Meynard de la Farge épouse à Villecien en 1884 Pierre-Marie Dominique, vicomte d’Indy qui fit placer ses armoiries sur la façade du Feÿ «d’argent au lion de sable, armé, lampassé, couronné d’or».
Michel Wallaert, propriétaire des filatures du Nord et sa sœur, vicomtesse de Cambourg, conservèrent le Feÿ jusqu’à sa cession au baron Fernand de Drouas.
Le château du Feÿ fut acquis en 1982 par Mark Cherniavsky et Anne Willan.
Mademoiselle du Feÿ, la baronne de Chamousset, la famille Meynard de la Farge ont restauré l’intérieur de l’église et firent placer vers 1880, dans les trois fenêtres en lancettes des vitraux à ses armes. La voûte de bois a été refaite mais l’édifice reste cependant proche de ce qu’il était en 1628.
Deux pièces du mobilier, classées Monuments historiques, ont sans aucun doute, servi au ministère de saint Vincent de Paul. La cuve des fonts baptismaux qui depuis le XVe siècle n’a pas dû changer de place et aussi le siège Renaissance du célébrant.[réf. nécessaire]

## Un cadre

### La forêt d'Othe
Les 41 hectares d’une forêt séculaire aux allées jouxtent la forêt d'Othe, vallonnée et verdoyante qui s’étend entre Sens, Troyes et Joigny. Ce massif où alternent chênes, hêtres et pâturages, développe une activité touristique avec des randonnées pédestres, des itinéraires de marche nordique, des circuits VTT, des promenades équestres et des activités en poney-club.

## Gastronomie française
Les anciens propriétaires, Marc Cherniavski et Anne Willan adoraient la cuisine, Marc collectionnant les livres anciens de cuisine et Anne, auteure de plus d’une vingtaine d’ouvrages culinaires dont certains en français.
Anne Willan a créé en 1978 l’école de la Varenne, du nom du chef François Pierre de la Varenne cuisinier de Bourgogne (qui a écrit en 1651 le cuisinier François, puis le pâtissier François en 1653).
Elle créa au château du Feÿ en 1988 une extension de l’école de la Varenne.
Des démonstrations de cuisine par des grands chefs, des dégustations de vins et des diners dans des restaurants étoilés vont faire la réputation du château du Feÿ jusqu’en 2007, lorsque le couple Cherniavski se retira en Californie
Le Château a attiré, dès 2017, l’attention de l’architecte Jessica Flore Angel, qui a vu en lui le lieu pour allier patrimoine et innovation. Sa mission est de préserver cet héritage culturel français au profit des générations à venir, mais aussi de s’interroger sur le rôle que peut avoir un château dans le monde moderne. Elle se passionne pour l’écologie et participe activement à reconstruire  la région à travers son travail au château du Feÿ.

## Liste des propriétaires
- Nicolas Hennequin du Fey et sa famille (1578-1635)
- Nicolas de Baudy (1635-1751)
- Famille Philibert de Chamousset (1751-1806)
- Famille Meynard de la Farge (1806-1884)
- Famille d'Indy (1884-1917)
- Famille Favier (1917-1934)
- Baron de Drouâs (1934-1984)
- Anne Willan et Mark Cherniavsky (1984-2017)
- Famille Angel (2017- )